# モートリ 妄想の砦
『モートリ 妄想の砦』（モートリ もうそうのとりで）は、葉月京による日本の漫画作品。
『週刊ヤングジャンプ』（集英社）にて2008年27号より2010年20号まで連載。単行本は、YJコミックスより全6巻。『Wネーム』に次ぐ同誌での連載作品。

## あらすじ
私立猛酉（モートリ）高等学校2年の寺ノ内梵は、映画監督を夢見るいわゆる秀才タイプの少年。彼は周囲が見えなくなるほどの人並みはずれた妄想力を持っていた。モートリ高校は新学期より共学になるのに伴い新たに女子生徒が入学してきたが、その中に幼馴染の百瀬小春がいた。梵は、別人と見紛うほど美しく成長した小春に戸惑う。その一方で、新たに入った校医の三ツ葉冬子が憧れの市原いぶき隊員と同一人物だということにも気づく。梵は、初恋の人・いぶき隊員を演じた冬子にアタックをかけようとする。小春は梵に振り向いてもらおうと様々なアタックを仕掛けてくる。こうして小春と冬子、2人の女性にとことん振り回される梵の日常が始まった。

## 登場人物
寺ノ内 梵（てらのうち ぼん）
本作の主人公。17歳。モートリ高校2年B組。童貞。
常軌を逸した妄想力を持ち一旦妄想に浸ると我を忘れてしまい、そのせいで周囲を巻き込むこともしばしば。映画監督の秀吉に心酔しており、彼のような監督になるのが夢。毎朝監督が出演している番組等を録画したDVDを鑑賞するのを日課としている。
幼い頃は小春によく弄られていたために今でも彼女のことは苦手だが、彼女の真摯な想いに触れるにつれ、少しずつ距離を近づけていく。
幼少の頃に流行した『五目超戦隊ガッツリマン』の市原いぶき隊員が初恋の人であり、性的な妄想の対象は全ていぶき隊員に置き換えられる。しかし、何故か小春は妄想対象にならない。いぶき隊員を演じた冬子に首っ丈で、自分の童貞は彼女に貰って欲しいと思っている。
百瀬 小春（ももせ こはる）
本作のヒロイン。17歳。処女。
梵の幼馴染。モートリ高校が共学になったのに伴い、転校してくる。かつては梵に無理矢理女装をさせたりなど男勝りでお転婆な性格だったが、現在は美しく女の子らしく成長した。幼い頃のある事件がきっかけで梵に想いを寄せるようになり、一途に彼を慕う。モートリ高校に転校してきたのも梵と同じ学校に通いたいという恋心からだった。
三ツ葉 冬子（みつば とうこ）
本作のもう1人のヒロイン。年齢不詳。
モートリ高校のセクシーな校医で、梵の憧れの人。かつては四ツ葉東子（よつば とうこ）の芸名で「ガッツリマン」のいぶき隊員を演じていたが、突如芸能界を引退した。ヘビの飼育を趣味としており、保健室内でレゾンという名前のヘビを飼っている。
坂本 太一郎（さかもと たいちろう）
梵が所属する同好会「桜・BOYZ」の会長。童貞。童貞鬼十則なるものを起草して遵守している。坂本龍馬を敬愛している。小春のことが気になっている。
権藤 洋平（ごんどう ようへい）
モートリ高校のG3（極悪3人組）の筆頭。小春に目を付け、梵に無理難題を要求してくる。
稲葉 秀吉（いなば ひでよし）
『五目超戦隊ガッツリマン』の監督（ちなみにこれがデビュー作）。梵が目標としている人物。24歳まで童貞だった。

## 単行本
いずれもYJC（ヤングジャンプ・コミックス）・集英社発行。
- 第1巻 2008年11月19日発売 ISBN 978-4-08-877546-3
- 第2巻 2009年3月19日発売  ISBN 978-4-08-877614-9
- 第3巻 2009年7月17日発売  ISBN 978-4-08-877679-8
- 第4巻 2009年11月19日発売 ISBN 978-4-08-877760-3
- 第5巻 2010年3月19日発売  ISBN 978-4-08-877823-5
- 第6巻 2010年6月18日発売  ISBN 978-4-08-877889-1